# Liste der Monuments historiques in Baslieux-lès-Fismes
Die Liste der Monuments historiques in Baslieux-lès-Fismes führt die Monuments historiques in der französischen Gemeinde Baslieux-lès-Fismes auf.

## Liste der Objekte
| Bezeichnung                                  | Beschreibung | Standort                       | Kennzeichnung | Schutzstatus | Datum | Bild |
| -------------------------------------------- | --- | ------------------------------ | ------------- | ------------ | ----- | ---- |
| Grabstein                                    | Stein, bezeichnet 1585 | in der Kirche St-Julien (Lage) | PM51000065    | Classé       | 1908  |      |
| Skulptur Heiliger Remigius                   | Holz, farbig gefasst, 18. Jahrhundert | in der Kirche St-Julien (Lage) | PM51003436    | Inscrit      | 2002  |      |
| Marienaltar                                  | linker Seitenaltar; Retabel; Holz, farbig gefasst und vergoldet, 18. Jahrhundert                                                              | in der Kirche St-Julien (Lage) | PM51003440    | Inscrit      | 2002  |      |
| Kruzifix (1)                                 | Holz, 16. Jahrhundert | in der Kirche St-Julien (Lage) | PM51003441    | Inscrit      | 2002  |      |
| Tabernakel                                   | Holz, 18. Jahrhundert | in der Kirche St-Julien (Lage) | PM51003433    | Inscrit      | 2002  |      |
| Skulptur Heiliger Antonius                   | Holz, farbig gefasst, 18. Jahrhundert | in der Kirche St-Julien (Lage) | PM51003438    | Inscrit      | 2002  |      |
| Skulptur Christus in der Rast                | Holz, 16. Jahrhundert | in der Kirche St-Julien (Lage) | PM51000066    | Classé       | 1970  |      |
| Kruzifix (2)                                 | Holz, 18. Jahrhundert | in der Kirche St-Julien (Lage) | PM51003434    | Inscrit      | 2002  |      |
| Skulptur eines heiligen Bischofs mit Drachen | Holz, 16. Jahrhundert | in der Kirche St-Julien (Lage) | PM51003435    | Inscrit      | 2002  |      |
| Skulptur einer heiligen Märtyrerin           | Holz, farbig gefasst, 18. Jahrhundert | in der Kirche St-Julien (Lage) | PM51003437    | Inscrit      | 2002  |      |
| Skulptur Heiliger Fiacrius                   | Stein, farbig gefasst, 16. Jahrhundert | in der Kirche St-Julien (Lage) | PM51003460    | Inscrit      | 2003  |      |
| Julianus-von-Brioude-Altar                   | rechter Seitenaltar; Altartisch, Retabel und Gemälde; Holz, farbig gefasst und vergoldet, sowie Ölfarbe auf Leinwand, Gemälde bezeichnet 1838 | in der Kirche St-Julien (Lage) | PM51003439    | Inscrit      | 2002  |      |
| Skulptur Heiliger Sebastian                  | Holz, 16. Jahrhundert | in der Kirche St-Julien (Lage) | PM51000067    | Classé       | 1970  |      |
| Leben-Christi-Retabel                        | Stein, 16. Jahrhundert | in der Kirche St-Julien (Lage) | PM51000063    | Classé       | 1907  |      |
| Reiterskulptur Heiliger Julianus             | Stein, 16. Jahrhundert | in der Kirche St-Julien (Lage) | PM51000064    | Classé       | 1908  |      |